# Liste de tribus reconnues par le gouvernement fédéral des États-Unis par État

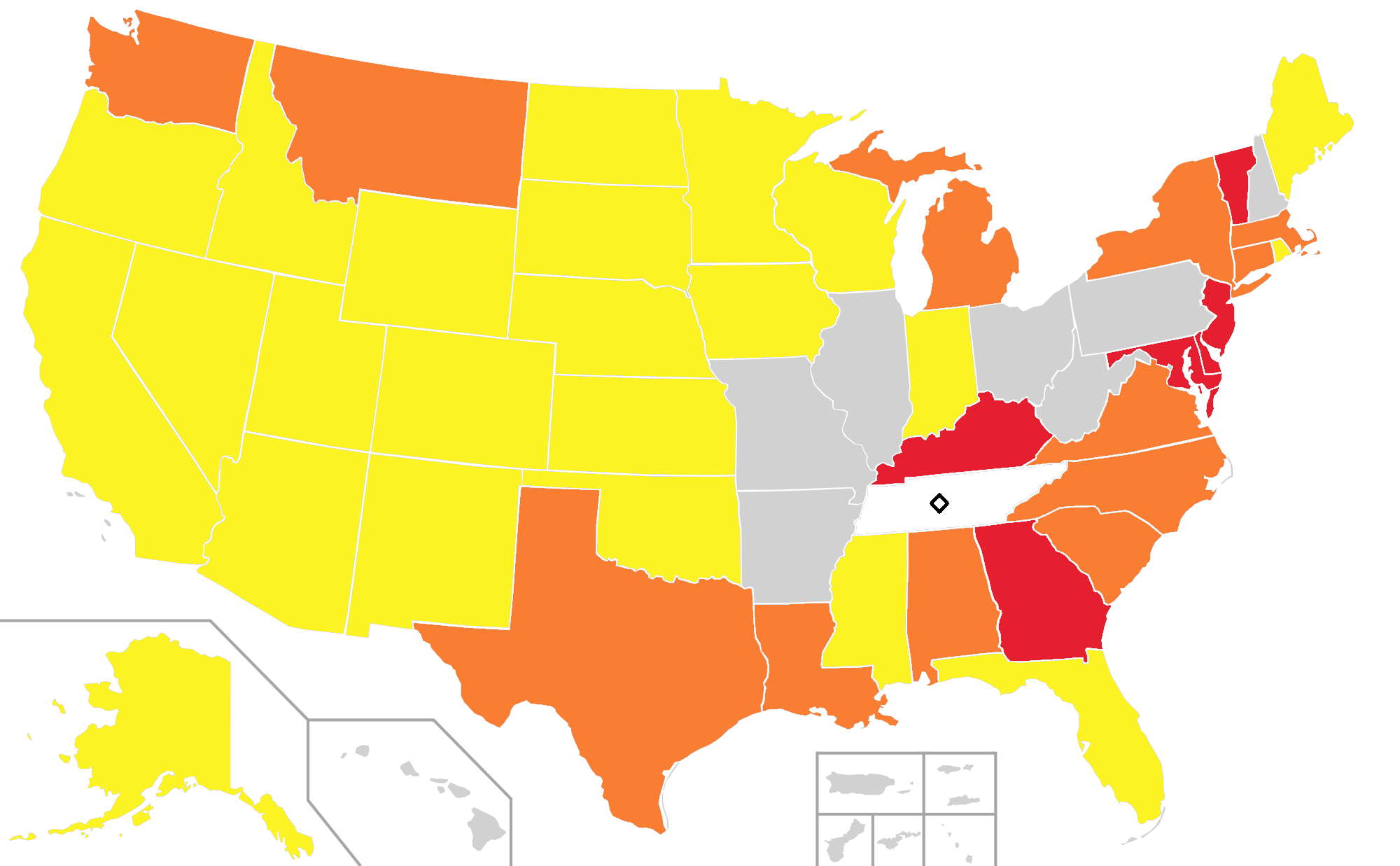
Carte des États-Unis présentant les États où se trouvent des tribus reconnues par le gouvernement fédéral (jaune), des États où se trouvent des tribus reconnues par l'État (rouge), des États où on retrouve les deux types (orange) et l'État du Tennessee (blanc) où le statut légal est incertain.

Les tribus reconnues par le gouvernement fédéral des États-Unis sont les tribus amérindiennes américaines (en) reconnues par le Bureau des affaires indiennes (BIA) du gouvernement fédéral des États-Unis Bureau des affaires indiennes.

## Histoire
Aux États-Unis, les tribus amérindiennes possèdent un statut particulier reconnues jusqu'au Congrès des États-Unis.
Au cours des années 1970, les difficultés administratives croissantes concernant les tribus entraînent un besoin criant de déterminer quel tribu est éligible ou pas à une reconnaissance fédérale.
En 1978, suivant les décisions prises par la Commission des revendications indiennes, le BIA publie les règles et procédures finales que doivent rencontrer les tribus désirant obtenir une reconnaissance fédérale. On y trouve ainsi sept critères et le Federal Acknowledgment Process peut prendre des années, voire des dizaines d'années,.
En mai 2013, le Registre fédéral des États-Unis (en) publie une liste officielle des 566 tribus qui sont des « entités indiennes reconnues et éligibles à recevoir des services du BIA, ».

## Alabama
1. Poarch Band of Creek Indians of Alabama
(autrefois Creek Nation East of the Mississippi)

## Arizona
1. Ak Chin Indian Community of the Maricopa (Ak Chin) Indian Reservation (Arizona) (en)
2. Tribu de Cocopah de l'Arizona (en)
3. Fort McDowell Yavapai Nation (Arizona) (en)
(autrefois Fort McDowell Mohave-Apache Community of the Fort McDowell Indian Reservation (en))
4. Gila River Indian Community of the Gila River Indian Reservation (Arizona) (en)
5. Havasupai
6. Hopis
7. Tribu de Hualapai Indian of the Hualapai Indian Reservation (Arizona) (en)
8. Kaibab Band of Paiute Indians of the Kaibab Indian Reservation (Arizona) (en)
9. Tribu de Pascua Yaqui de l'Arizona (en)
10. Salt River Pima-Maricopa Indian Community of the Salt River Reservation (Arizona) (en)
11. Tribu de San Carlos Apache of the San Carlos Reservation (Arizona) (en)
12. Tribu de San Juan Southern Paiute de l'Arizona (en)
13. Tohono O'odham Nation de l'Arizona (en)
(autrefois Tribu de Papago Indian (en))
14. Tribu de Tonto Apache de l'Arizona (en)
15. Tribu de White Mountain Apache of the Fort Apache Reservation (Arizona) (en)
16. Nation Yavapai-Apache de la réserve indienne de Camp Verde (Arizona) (en)
17. Tribu de Yavapai-Prescott of the Yavapai Reservation (Arizona) (en)

Dans plusieurs États :
1. Tribus de Colorado River Indian of the Colorado River Indian Reservation (Arizona et Californie) (en)
2. Tribu de Fort Mojave Indian of Arizona (Californie & Nevada) (en)
3. Nation navajo
4. Quechans

## Arkansas
Aucune

## Californie
1. Agua Caliente Band of Cahuilla Indians of the Agua Caliente Indian Reservation (Californie) (en)
2. Alturas Indian Rancheria (Californie) (en)
3. Augustine Band of Cahuilla Indians (Californie) (en)
(autrefois Augustine Band of Cahuilla Mission Indians of the Augustine Reservation (Californie) (en))
4. Bear River Band of the Rohnerville Rancheria (Californie) (en)
5. Berry Creek Rancheria of Maidu Indians of California (en)
6. Big Lagoon Rancheria (Californie) (en)
7. Big Pine Band of Owens Valley Paiute Shoshone Indians of the Big Pine Reservation (Californie) (en)
8. Big Sandy Rancheria of Mono Indians of California (en)
9. Big Valley Band of Pomo Indians of the Big Valley Rancheria (Californie) (en)
10. Blue Lake Rancheria (Californie) (en)
11. Bridgeport Paiute Indian Colony of California (en)
12. Buena Vista Rancheria of Me-Wuk Indians of California (en)
13. Cabazon Band of Mission Indians (Californie) (en)
(anciennement listé Cabazon Band of Cahuilla Mission Indians of the Cabazon Reservation) (en))
14. Cachil DeHe Band of Wintun Indians of the Colusa Indian Community of the Colusa Rancheria (Californie) (en)
15. Cahuilla Band of Mission Indians of the Cahuilla Reservation (Californie) (en)
16. Tribu de Cahto Indian of the Laytonville Rancheria (Californie) (en)
17. Tribu Miwok de la Vallée de Californie
18. Campo Band of Diegueno Mission Indians of the Campo Indian Reservation (Californie) (en)
19. Capitan Grande Band of Diegueno Mission Indians of California (en):
  1. Barona Group of Capitan Grande Band of Mission Indians of the Barona Reservation (Californie) (en)
  2. Viejas (Baron Long) Group of Capitan Grande Band of Mission Indians of the Viejas Reservation (Californie) (en)
20. Cedarville Rancheria (Californie) (en)
21. Tribu de Chemehuevi Indian of the Chemehuevi Reservation (Californie) (en)
22. Cher-Ae Heights Indian Community of the Trinidad Rancheria (Californie) (en)
23. Chicken Ranch Rancheria of Me-Wuk Indians of California (en)
24. Cloverdale Rancheria of Pomo Indians of California (en)
25. Cold Springs Rancheria of Mono Indians of California (en)
26. Cortina Indian Rancheria of Wintun Indians of California (en)
27. Coyote Valley Band of Pomo Indians of California (en)
28. Death Valley Timbi-Sha Shoshone Band of California (en)
29. Dry Creek Rancheria of Pomo Indians of California (en)
30. Elem Indian Colony of Pomo Indians of the Sulphur Bank Rancheria (Californie) (en)
31. Elk Valley Rancheria (Californie) (en)
32. Enterprise Rancheria of Maidu Indians of California (en)
33. Ewiiaapaayp Band of Kumeyaay Indians (Californie) (en)
(autrefois Cuyapaipe Community of Diegueno Mission Indians of the Cuyapaipe Reservation) (en))
34. Federated Indians of Graton Rancheria (Californie) (en)
(autrefois Graton Rancheria (en))
(autrefois Federated Coast Miwok) (en))
35. Fort Bidwell Indian Community of the Fort Bidwell Reservation of California (en)
36. Fort Independence Indian Community of Paiute Indians of the Fort Independence Reservation (Californie) (en)
37. Greenville Rancheria of Maidu Indians of California (en)
38. Grindstone Indian Rancheria of Wintun-Wailaki Indians of California (en)
39. Guidiville Rancheria of California (en)
40. Habematolel Pomo of Upper Lake (Californie) (en)
(autrefois Upper Lake Band of Pomo Indians of Upper Lake Rancheria of California) (en))
41. Hupas
42. Hopland Band of Pomo Indians of the Hopland Rancheria (Californie) (en)
43. Inaja Band of Diegueno Mission Indians of the Inaja and Cosmit Reservation (Californie) (en)
44. Ione Band of Miwok Indians of California (en)
45. Jackson Rancheria of Me-Wuk Indians of California (en)
46. Jamul Indian Village of California (en)
47. Tribu de Karuk of California (en)
48. Kashia Band of Pomo Indians of the Stewarts Point Rancheria (Californie) (en)
49. La Jolla Band of Luiseno Mission Indians of the La Jolla Reservation (Californie) (en)
50. La Posta Band of Diegueno Mission Indians of the La Posta Indian Reservation (Californie) (en)
51. Lower Lake Rancheria (Californie) (en)
52. Los Coyotes Band of Cahuilla & Cupeno Indians of the Los Coyotes Reservation (Californie) (en)
(autrefois Los Coyotes Band of Cahuilla Mission Indians of the Los Coyotes Reservation) (en))
53. Lytton Rancheria of California (en)
54. Manchester Band of Pomo Indians of the Manchester-Point Arena Rancheria (Californie) (en)
55. Manzanita Band of Diegueno Mission Indians of the Manzanita Reservation (Californie) (en)
56. Tribu de Mechoopda Indian of Chico Rancheria (Californie) (en)
57. Mesa Grande Band of Diegueno Mission Indians of the Mesa Grande Reservation (Californie) (en)
58. Middletown Rancheria of Pomo Indians of California (en)
59. Mooretown Rancheria of Maidu Indians of California (en)
60. Morongo Band of Cahuilla Mission Indians of the Morongo Reservation (Californie) (en)
61. Northfork Rancheria of Mono Indians of California (en)
62. Paiute-Shoshone Indians of the Bishop Community of the Bishop Colony (Californie) (en)
63. Paiute-Shoshone Indians of the Lone Pine Community of the Lone Pine Reservation (Californie) (en)
64. Pala Band of Luiseno Mission Indians of the Pala Reservation (Californie) (en)
65. Paskenta Band of Nomlaki Indians of California (en)
66. Pauma Band of Luiseno Mission Indians of the Pauma & Yuima Reservation (Californie) (en)
67. Pechanga Band of Luiseno Mission Indians of the Pechanga Reservation (Californie) (en)
68. Picayune Rancheria of Chukchansi Indians of California (en)
69. Nation Pinoleville Pomo, California (en)
(autrefois Pinoleville Rancheria of Pomo Indians of California (en))
70. Tribu de Pit River (Californie) (en)
  1. XL Ranch (en)
  2. Big Bend Rancheria (en)
  3. Likely Rancheria (en)
  4. Lookout Rancheria (en)
  5. Montgomery Creek Rancheria (en)
  6. Roaring Creek Rancheria (en)
71. Tribu de Potter Valley (Californie) (en)
(autrefois Potter Valley Rancheria of Pomo Indians of California) (en))
72. Quartz Valley Indian Community of the Quartz Valley Reservation of California (en)
73. Ramona Band or Village of Cahuilla Mission Indians of California (en)
74. Redding Rancheria (Californie) (en)
75. Redwood Valley Rancheria of Pomo Indians of California (en)
76. Resighini Rancheria (Californie) (en)
(autrefois Coast Indian Community of Yurok Indians of the Resighini Rancheria) (en))
77. Rincon Band of Luiseno Mission Indians of the Rincon Reservation (Californie) (en)
78. Robinson Rancheria of Pomo Indians of California (en)
79. Tribus de Round Valley Indian of the Round Valley Reservation (Californie) (en)
(autrefois Covelo Indian Community) (en))
80. Rumsey Indian Rancheria of Wintun Indians of California (en)
81. San Manual Band of Serrano Mission Indians of the San Manual Reservation (Californie) (en)
82. San Pasqual Band of Diegueno Mission Indians of California (en)
83. Santa Rosa Indian Community of the Santa Rosa Rancheria (Californie) (en)
84. Santa Rosa Band of Cahuilla Indians (Californie) (en)
(autrefois Santa Rosa Band of Cahuilla Mission Indians of the Santa Rosa Reservation) (en))
85. Santa Ynez Band of Chumash Mission Indians of the Santa Ynez Reservation (Californie) (en)
86. Santa Ysabel Band of Diegueno Mission Indians of the Santa Ysabel Reservation (Californie) (en)
87. Scotts Valley Band of Pomo Indians of California (en)
88. Sherwood Valley Rancheria of Pomo Indians of California (en)
89. Shingle Springs Band of Miwok Indians, Shingle Springs Rancheria (Verona Tract) (Californie) (en)
90. Smith River Rancheria (Californie) (en)
91. Soboba Band of Luiseno Indians (Californie) (en)
(autrefois Soboba Band of Luiseno Mission Indians of the Soboba Reservation) (en))
92. Susanville Indian Rancheria (Californie) (en)
93. Nation Sycuan Band of the Kumeyaay (en)
(autrefois Sycuan Band of Diegueno Mission Indians of California (en))
94. Table Mountain Rancheria of California (en)
95. Torres Martinez Desert Cahuilla Indians (Californie) (en)
(autrefois Torres-Martinez Band of Cahuilla Mission Indians of California) (en))
96. Tribu de Tule River Indian of the Tule River Reservation (Californie) (en)
97. Tuolumne Band of Me-Wuk Indians of the Tuolumne Rancheria of California (en)
98. Twenty-Nine Palms Band of Mission Indians of California (en)
99. United Auburn Indian Community of the Auburn Rancheria of California (en)
100. Tribu de Utu Utu Gwaitu Paiute of the Benton Paiute Reservation (Californie) (en)
101. Wiyot Tribe (Californie) (en)
(autrefois Tribu de Table Bluff Reservation—Wiyot) (en))
102. Tribu de Yurok of the Yurok Reservation (Californie) (en)

Dans plusieurs États :
1. Tribus de Colorado River Indian of the Colorado River Indian Reservation (Arizona and California) (en)
2. Tribu de Fort Mojave Indian of Arizona (Californie & Nevada) (en)
3. Quechans
4. Tribu de Washoe of Nevada & California (en)
  1. Carson Colony (en)
  2. Dresslerville Colony (en)
  3. Woodfords Community (en)
  4. Stewart Community (en)
  5. Washoe Ranches (en)

## Colorado
1. Tribu de Southern Ute Indian of the Southern Ute Reservation (Colorado) (en)

Dans plusieurs États :
1. Tribu de Ute Mountain of the Ute Mountain Reservation, Colorado (Nouveau-Mexique & Utah) (en)

## Connecticut
1. Tribu de Mashantucket Pequot of Connecticut (en)
2. Tribu de Mohegan Indian of Connecticut (en)

## Delaware
Aucune

## District de Columbia
Aucune

## Floride
1. Miccosukee
2. Tribu de Seminole of Florida (en)
  1. Hollywood Reservation (en), anciennement connus sous Dania Reservation
  2. Réserve indienne de Big Cypress
  3. Réserve indienne séminole de Brighton
  4. Tampa Reservation (en)
  5. Immokalee Reservation (en)
  6. Fort Pierce Reservation (en)

## Géorgie
Aucune

## Hawaï
Aucune

## Idaho
1. Cœur d'Alène
2. Ktunaxa de l'Idaho
3. Nez-Percés
4. Tribus de Shoshone-Bannock of the Fort Hall Reservation of Idaho (en)

## Illinois
Aucune

## Indiana
Dans plusieurs États :
1. Pokagon Band of Potawatomi Indians (Michigan and Indiana) (en)

## Iowa
1. Tribu de Sac & Fox of the Mississippi in Iowa (en)

## Kansas
1. Tribu de Kickapoo of Indians of the Kickapoo Reservation in Kansas (en)
2. Nation Prairie Band of Potawatomi, Kansas (en)
(autrefois Prairie Band of Potawatomi Indians (en))

Dans plusieurs États :
1. Tribu de Iowa of Kansas and Nebraska (en)
2. Nation Sac & Fox of Missouri in Kansas and Nebraska (en)

## Kentucky
Aucune

## Louisiane
1. Chitimachas
2. Tribu de Coushatta of Louisiana (en)
3. Jena Band of Choctaw Indians (en)
4. Tunica-Biloxi

## Maine
1. Aroostook Band of Micmac Indians of Maine (en)
2. Houlton Band of Maliseet Indians of Maine (en)
3. Passamaquoddys
4. Pentagouets

## Maryland
Aucune

## Massachusetts
1. Tribu de Mashpee Wampanoag (Massachusetts) (en)
2. Tribu de Wampanoag of Gay Head (Aquinnah) of Massachusetts (en)
(autrefois Wampanoag Tribal Council of Gay Head (Inc.) (en))
3. Nation Lumbee (en) (Massachusetts occidental)

## Michigan
1. Bay Mills Indian Community (Michigan) (en)
2. Grand Traverse Band of Ottawa and Chippewa Indians (Michigan) (en)
3. Hannahville Indian Community (Michigan) (en)
4. Keweenaw Bay Indian Community (Michigan) (en)
5. Lac Vieux Desert Band of Lake Superior Chippewa Indians (Michigan) (en)
6. Little River Band of Ottawa Indians (Michigan) (en)
7. Little Traverse Bay Bands of Odawa Indians (Michigan) (en)
8. Match-e-be-nash-she-wish Band of Pottawatomi Indians of Michigan (en)
(autrefois Tribu de Gun Lake Indian (en))
(autrefois Gun Lake Village Band & Ottawa Colony Band of Grand River Ottawa Indians (en))
9. Nottawaseppi Huron Band of the Potawatomi, Michigan (en)
(autrefois Huron Potawatomi (Inc.) (en))
10. Tribu de Saginaw Chippewa Indian of Michigan (en)
11. Tribu de Sault Ste. Marie of Chippewa Indians of Michigan (en)
12. Tribu de Flint of Majaragi of Turtle Island (en)

Dans plusieurs États :
1. Pokagon Band of Potawatomi Indians (Michigan and Indiana) (en)

## Minnesota
1. Lower Sioux Indian Community in the State of Minnesota (en)
2. Tribu de Minnesota Chippewa (Minnesota) (en)
  1. Bois Forte Band (en) (Nett Lake)
  2. Grand Portage Band (en)
  3. Réserve indienne de Leech Lake
  4. Mille Lacs Band (en)
  5. White Earth Band (en)
3. Prairie Island Indian Community in the State of Minnesota (en)
4. Red Lake Band of Chippewa Indians (Minnesota) (en)
5. Shakopee Mdewakanton Sioux Community of Minnesota (en)
6. Communauté indienne d'Upper Sioux

Dans plusieurs États :
1. Nation Ho-Chunk of Wisconsin (en) (aussi au Minnesota)
(autrefois Tribu de Wisconsin Winnebago (en))
2. Tribu de Minnesota Chippewa (Minnesota) (en)
  1. Fond du Lac Band (en) (aussi au Wisconsin)

## Mississippi
1. Mississippi Band of Choctaw Indians (Mississippi) (en)

## Missouri
Aucune

## Montana
1. Réserve indienne de Fort Peck
2. Réserve indienne des Pieds-Noirs
3. Chippewa-Cree Indians of the Rocky Boy’s Reservation (Montana) (en)
4. Têtes-Plates
5. Crows
6. Fort Belknap Indian Community of the Fort Belknap Reservation of Montana (en)
7. Réserve indienne de Northern Cheyenne

Dans plusieurs États :
1. Turtle Mountain Band of Chippewa Indians of North Dakota (en) (aussi au Montana et au Dakota du Sud)

## Nebraska
1. Omahas
2. Tribu de Ponca of Nebraska (en)
3. Nation Santee Sioux, Nebraska (en)
(autrefois Tribu de Santee Sioux of the Santee Reservation of Nebraska (en))
4. Tribu de Winnebago of Nebraska (en)

Dans plusieurs États :
1. Tribu de Iowa of Kansas and Nebraska (en)
2. Nation Sac & Fox of Missouri in Kansas and Nebraska (en)

## Nevada
1. Tribu de Duckwater Shoshone of the Duckwater Reservation (Nevada) (en)
2. Tribu de Ely Shoshone of Nevada (en)
3. Tribu de Las Vegas of Paiute Indians of the Las Vegas Indian Colony (Nevada) (en)
4. Tribu de Lovelock Paiute of the Lovelock Indian Colony (Nevada) (en)
5. Moapa Band of Paiute Indians of the Moapa River Indian Reservation (Nevada) (en)
6. Tribu de Paiute-Shoshone of the Fallon Reservation and Colony (Nevada) (en)
7. Tribu de Pyramid Lake Paiute of the Pyramid Lake Reservation (Nevada) (en)
8. Reno-Sparks Indian Colony (Nevada) (en)
9. Tribus de Shoshone-Paiute of the Duck Valley Reservation (Nevada) (en)
10. Tribu de Te-Moak of Western Shoshone Indians of Nevada (en)
  1. Battle Mountain Band (en)
  2. Elko Band (en)
  3. South Fork Band (en)
  4. Wells Band (en)
11. Tribu de Summit Lake Paiute of Nevada (en)
12. Tribu de Walker River Paiute of the Walker River Reservation (Nevada) (en)
13. Winnemucca Indian Colony of Nevada (en)
14. Tribu de Yerington Paiute of the Yerington Colony & Campbell Ranch (Nevada) (en)
15. Tribu de Yomba Shoshone of the Yomba Reservation (Nevada) (en)

Dans plusieurs États :
1. Tribus de Confederated of the Goshute Reservation (Nevada and Utah) (en)
2. Tribu de Fort Mojave Indian of Arizona (Californie & Nevada) (en)
3. Tribus de Fort McDermitt Paiute and Shoshone of the Fort McDermitt Indian Reservation (Nevada and Oregon) (en)
4. Tribu de Washoe of Nevada & California (en)
  1. Carson Colony
  2. Dresslerville Colony
  3. Woodfords Community
  4. Stewart Community
  5. Washoe Ranches

## New Hampshire
Aucune

## New Jersey
Aucune

## Nouveau-Mexique
1. Jicarillas
2. Mescaleros
3. Ohkay Owingeh (Nouveau-Mexique) (en)
(autrefois Pueblo de San Juan (en))
4. Pueblo Acoma
5. Pueblo de Cochiti (Nouveau-Mexique) (en)
6. Pueblo de Jemez (Nouveau-Mexique) (en)
7. Isleta
8. Pueblo de Laguna (Nouveau-Mexique) (en)
9. Nambé
10. Picuris (Nouveau-Mexique)
11. Pojoaque
12. Pueblo de San Felipe (Nouveau-Mexique) (en)
13. Pueblo de San Ildefonso (Nouveau-Mexique) (en)
14. Grotte de Sandia
15. Pueblo de Santa Ana (Nouveau-Mexique) (en)
16. Pueblo de Santa Clara (Nouveau-Mexique) (en)
17. Pueblo de Santo Domingo (Nouveau-Mexique) (en)
18. Pueblo de Taos
19. Pueblo de Tesuque (Nouveau-Mexique) (en)
20. Pueblo de Zia (Nouveau-Mexique) (en)
21. Zuñis

Dans plusieurs États :
1. Nation navajo
2. Tribu de Ute Mountain of the Ute Mountain Reservation, Colorado (Nouveau-Mexique & Utah) (en)
3. Fort Sill Apache Tribe

## New York
1. Nation Cayuga of New York (en)
2. Nation Oneida of New York (en)
3. Onondagas
4. Tribu de Saint Regis Mohawk (New York) (en)
(autrefois St. Regis Band of Mohawk Indians of New York (en))
5. Nation Seneca of New York (en)
6. Nation Shinnecock (en)
7. Sénécas
8. Tuscaroras

## Caroline du Nord
1. Eastern Band of Cherokee Indians of North Carolina (en)

## Dakota du Nord
1. Tribu de Spirit Lake (Dakota du Nord) (en)
2. Mandans, Hidatsas et Arikaras

Dans plusieurs États :
1. Réserve indienne de Standing Rock
2. Turtle Mountain Band of Chippewa Indians of North Dakota (en) (aussi au Montana et au Dakota du Sud)

## Ohio
Aucune

## Oklahoma
1. Tribu d'indiens Absentee-Shawnee de l'Oklahoma (en)
2. Alabama-Quassarte Tribal Town (Oklahoma) (en)
3. Tribu apache de l'Oklahoma (en)
4. Caddos
5. Nation Cherokee (Oklahoma) (en)
6. Cheyenne and Arapaho Tribes (Oklahoma) (en)
(autrefois Tribus de Cheyenne-Arapaho de l'Oklahoma) (en))
7. Nation Chicachas
8. Nation Choctaw de l'Oklahoma (en)
9. Nation Citizen Potawatomi (Oklahoma) (en)
10. Comanches
11. Nation Delaware
12. Tribu d'indiens du Delaware (Oklahoma) (en)
(autrefois Cherokee Delaware)
(autrefois Eastern Delaware)
13. Tribu de Eastern Shawnee de l'Oklahoma (en)
14. Tribu apache de Fort Sill de l'Oklahoma (en)
15. Tribu Iowa de l'Oklahoma (en)
16. Kaws
17. Kialegee Tribal Town (Oklahoma) (en)
18. Tribu Kickapoo de l'Oklahoma (en)
19. Kiowas
20. Tribu Miami de l'Oklahoma (en)
21. Tribu Modoc de l'Oklahoma (en)
22. Nation Cri Muscogee (Oklahoma) (en)
23. Osages
24. Tribu de Ottawa de l'Oklahoma (en)
25. Tribu d'indiens Otoe-Missouria (Oklahoma) (en)
26. Pawnees
27. Peorias
28. Tribu d'indiens Ponca de l'Oklahoma (en)
29. Quapaws
30. Sauk et Fox
31. Nation Seminole de l'Oklahoma (en)
32. Tribu de Seneca-Cayuga de l'Oklahoma (en)
33. Tribu de Shawnee (Oklahoma) (en)
34. Thlopthlocco Tribal Town (Oklahoma) (en)
35. Tonkawas
36. United Keetoowah Band of Cherokee Indians in Oklahoma (en)
37. Wichitas
38. Nation Wyandotte (Oklahoma) (en)

## Oregon
1. Tribu de Burns Paiute of the Burns Paiute Indian Colony of Oregon (en)
2. Tribus de Confederated of the Coos (Indiens Lower Umpqua et Siuslaw de l'Oregon) (en)
3. Tribus confédérées de la communauté de Grand Ronde
4. Confédération des tribus de Siletz
5. Tribus confédérées de la réserve Umatilla (Oregon) (en)
6. Tribus confédérées de Warm Springs
7. Tribu de Coquille de l'Oregon (en)
8. Bande Cow Creek de la tribu indienne Umpqua
9. Tribuss de Klamath (Oregon) (en)

Dans deux États :
1. Tribus de Fort McDermitt Paiute and Shoshone of the Fort McDermitt Indian Reservation (Nevada et Oregon) (en)

## Pennsylvanie
Aucune

## Puerto Rico
Aucune

## Rhode Island
1. Narragansetts

## Caroline du Sud
1. Catobas

## Dakota du Sud
1. Réserve indienne de Cheyenne River
2. Tribu de Crow Creek Sioux of the Crow Creek Reservation (Dakota du Sud) (en)
3. Tribu de Flandreau Santee Sioux of South Dakota (en)
4. Tribu de Lower Brule Sioux of the Lower Brule Reservation (Dakota du Sud) (en)
5. Oglalas
6. Tribu de Rosebud Sioux of the Rosebud Indian Reservation (Dakota du Sud) (en)
7. Sisseton-Wahpeton
8. Tribu de Yankton Sioux of South Dakota (en)

Dans plusieurs États :
1. Réserve indienne de Standing Rock
2. Turtle Mountain Band of Chippewa Indians of North Dakota (en) (aussi au Montana et au Dakota du Sud)

## Tennessee
Aucune

## Texas
1. Tribu de Alabama-Coushatta of Texas (en)
2. Tribu de Kickapoo Traditional of Texas (en)
(autrefois Texas Band of Traditional Kickapoo (en))
3. Ysleta del Sur

## Utah
1. Nation Northwestern Band of Shoshoni of Utah (Washakie) (en)
2. Tribu de Paiute Indian of Utah (en)
  1. Cedar City Band of Paiutes (en)
  2. Kanosh Band of Paiutes (en)
  3. Koosharem Band of Paiutes (en)
  4. Indian Peaks Band of Paiutes (en)
  5. Shivwits Band of Paiutes (en)
3. Skull Valley Band of Goshute Indians of Utah (en)
4. Tribu de Ute Indian of the Uintah & Ouray Reservation (Utah) (en)

Dans plusieurs États :
1. Tribus de Confederated of the Goshute Reservation (Nevada et Utah) (en)
2. Nation navajo
3. Tribu de Ute Mountain of the Ute Mountain Reservation, Colorado (Nouveau-Mexique & Utah) (en)

## Vermont
Aucune

## Virginie
Aucune

## Washington
1. Tribus confédérées de la réserve Chehalis Reservation (Washington) (en)
2. Réserve indienne de Colville
3. Réserve indienne des Yakamas
4. Tribu de Cowlitz Indian (Washington) (en)
5. Hoh
6. Tribu de Jamestown S'Klallam of Washington (en)
7. Kalispel Indian Community of the Kalispel Reservation (Washington) (en)
8. Lower Elwha Tribal Community of the Lower Elwha Reservation (Washington) (en)
9. Lummi
10. Tribu de Makah Indian of the Makah Indian Reservation (Washington) (en)
11. Muckleshoot
12. Tribu de Nisqually Indian of the Nisqually Reservation (Washington) (en)
13. Nooksacks
14. Port Gamble Indian Community of the Port Gamble Reservation (Washington) (en)
15. Puyallups
16. Quileutes : Réserve indienne Quileute
17. Tribu de Quinault of the Quinault Reservation (Washington) (en)
18. Tribu de Samish Indian (Washington) (en)
19. Tribu de Sauk-Suiattle Indian of Washington (en)
20. Tribu de Shoalwater Bay of the Shoalwater Bay Indian Reservation (Washington) (en)
21. Tribu de Skokomish Indian of the Skokomish Reservation (Washington) (en)
22. Tribu de Snoqualmie (Washington) (en)
23. Spokanes
24. Tribu de Squaxin Island of the Squaxin Island Reservation (Washington) (en)
25. Tribu de Stillaguamish of Washington (en)
26. Tribu de Suquamish Indian of the Port Madison Reservation (Washington) (en)
27. Swinomish Indians of the Swinomish Reservation (Washington) (en)
28. Tribus de Tulalip of the Tulalip Reservation (Washington) (en)
29. Tribu de Upper Skagit Indian of Washington (en)

## Virginie-Occidentale
Aucune

## Wisconsin
1. Tribu de Bad River Band of the Lake Superior of Chippewa Indians of the Bad River Reservation (Wisconsin) (en)
2. Forest County Potawatomi Community (Wisconsin) (en)
3. Lac Courte Oreilles Band of Lake Superior Chippewa Indians of Wisconsin (en)
4. Lac du Flambeau Band of Lake Superior Chippewa Indians of the Lac du Flambeau Reservation of Wisconsin (en)
5. Menominee
6. Tribu de Oneida of Indians of Wisconsin (en)
7. Red Cliff Band of Lake Superior Chippewa Indians of Wisconsin (en)
8. St. Croix Chippewa Indians of Wisconsin (en)
9. Sokaogon Chippewa Community (Wisconsin) (en)
10. Stockbridge Munsee Community (Wisconsin) (en)

Dans plusieurs États :
1. Nation Ho-Chunk of Wisconsin (en) (aussi au Minnesota)
(autrefois Tribu de Wisconsin Winnebago (en))
2. Tribu de Minnesota Chippewa (Minnesota) (en)
  1. Fond du Lac Band (en) (aussi au Wisconsin)

## Wyoming
1. Réserve indienne de Wind River
2. Réserve indienne de Wind River